# Hjalmar Ekdal
Hjalmar Ekdal (Stoccolma, 21 ottobre 1998) è un calciatore svedese, difensore del Burnley.

## Biografia
È il fratello minore di Albin Ekdal, anch'egli calciatore. Il padre, Lennart Ekdal, è un giornalista e presentatore televisivo; mentre la madre è ostetrica.

## Carriera

### Club
Nativo di Stoccolma, Hjalmar Ekdal è cresciuto sin da bambino nelle giovanili del Brommapojkarna, una delle squadre svedesi più importanti a livello giovanile, in cui all'epoca era maturato anche il fratello Albin.
Nel giugno del 2017 ha lasciato la Svezia per andare a studiare e giocare negli Stati Uniti, essendosi iscritto alla University of North Carolina Wilmington.
Nell'aprile del 2018 è stato annunciato il suo ingaggio – valido a partire dall'imminente mese di maggio – da parte del Frej, squadra con sede a Täby nella contea di Stoccolma. Dopo aver disputato una partita in prestito all'Assyriska FF in Division 1, Ekdal è tornato stabilmente al Frej, dove si è ritagliato un posto da titolare. A metà del campionato 2019 Ekdal è passato a titolo definitivo all'Hammarby con un biennale, ma in virtù del rapporto di cooperazione tra i due club è rimasto a giocare al Frej fino al termine della stagione, senza però riuscire ad evitare la retrocessione dei gialloneri in terza serie.
Prima dell'inizio dell'Allsvenskan 2020, il 3 marzo 2020, l'Hammarby ha girato Ekdal al Sirius con la formula del prestito stagionale. Al suo primo campionato trascorso nella massima serie, Ekdal ha giocato titolare gran parte delle partite, contribuendo al decimo posto in classifica ottenuto dal club neroblu.
Il 4 gennaio 2021 Ekdal ha lasciato l'Hammarby (senza mai aver giocato neppure un minuto in gare ufficiali) per trasferirsi ai rivali cittadini del Djurgården a fronte di un contratto quadriennale. Nonostante sia un difensore centrale, nel settembre 2021 è stato prolifico anche a livello offensivo, tanto da segnare tre gol tra la 18ª e la 20ª giornata, rispettivamente nel derby vinto 4-1 contro l'Hammarby, nel pareggio per 1-1 sul campo del Malmö FF e nella vittoria per 3-2 contro il Degerfors. È stato poi eletto giocatore del mese di settembre dell'Allsvenskan, mentre a fine anno ha ottenuto il riconoscimento di miglior difensore di quell'edizione del campionato. Anche nel 2022 è stato annoverato fra le tre nomination per il premio di miglior difensore, ma in questo caso non ha poi ottenuto il riconoscimento.
Il 21 gennaio 2023 si è trasferito ufficialmente al Burnley, nella Championship inglese, per la cifra di 30 milioni di corone svedesi (circa 2,7 milioni di euro) bonus esclusi.

### Nazionale
Ha giocato nelle nazionali giovanili svedesi Under-19 ed Under-21.
Il 9 giugno 2022 esordisce in nazionale maggiore nella sconfitta per 0-1 in Nations League contro la Serbia.

## Statistiche

### Cronologia presenze e reti in nazionale
| Cronologia completa delle presenze e delle reti in nazionale ― Svezia | Cronologia completa delle presenze e delle reti in nazionale ― Svezia | Cronologia completa delle presenze e delle reti in nazionale ― Svezia | Cronologia completa delle presenze e delle reti in nazionale ― Svezia | Cronologia completa delle presenze e delle reti in nazionale ― Svezia | Cronologia completa delle presenze e delle reti in nazionale ― Svezia | Cronologia completa delle presenze e delle reti in nazionale ― Svezia | Cronologia completa delle presenze e delle reti in nazionale ― Svezia |
| Data                                                                  | Città                                                                 | In casa                                                               | Risultato                                                             | Ospiti                                                                | Competizione                                                          | Reti                                                                  | Note                                                                  |
| --------------------------------------------------------------------- | --------------------------------------------------------------------- | --------------------------------------------------------------------- | --------------------------------------------------------------------- | --------------------------------------------------------------------- | --------------------------------------------------------------------- | --------------------------------------------------------------------- | --------------------------------------------------------------------- |
| 9-6-2022                                                              | Stoccolma                                                             | Svezia                                                                | 0 – 1                                                                 | Serbia                                                                | UEFA Nations League 2022-2023 - 1º Turno                              | -                                                                     |                                                                       |
| 12-6-2022                                                             | Oslo                                                                  | Norvegia                                                              | 3 – 2                                                                 | Svezia                                                                | UEFA Nations League 2022-2023 - 1º Turno                              | -                                                                     |                                                                       |
| 9-1-2023                                                              | Faro                                                                  | Svezia                                                                | 2 – 0                                                                 | Finlandia                                                             | Amichevole                                                            | -                                                                     |                                                                       |
| 24-3-2023                                                             | Göteborg                                                              | Svezia                                                                | 0 – 3                                                                 | Belgio                                                                | Qual. Euro 2024                                                       | -                                                                     |                                                                       |
| 27-3-2023                                                             | Göteborg                                                              | Svezia                                                                | 5 – 0                                                                 | Azerbaigian                                                           | Qual. Euro 2024                                                       | -                                                                     | 45’                                                                   |
| 16-6-2023                                                             | Solna                                                                 | Svezia                                                                | 4 – 1                                                                 | Nuova Zelanda                                                         | Amichevole                                                            | -                                                                     | 76’                                                                   |
| 5-6-2024                                                              | Copenaghen                                                            | Danimarca                                                             | 2 – 1                                                                 | Svezia                                                                | Amichevole                                                            | -                                                                     | 46’ 54’                                                               |
| 6-6-2025                                                              | Budapest                                                              | Ungheria                                                              | 0 – 2                                                                 | Svezia                                                                | Amichevole                                                            | -                                                                     | 80’                                                                   |
| 10-6-2025                                                             | Solna                                                                 | Svezia                                                                | 4 – 3                                                                 | Algeria                                                               | Amichevole                                                            | -                                                                     |                                                                       |
| Totale                                                                |                                                                       | Presenze                                                              | 9                                                                     |                                                                       | Reti                                                                  | 0                                                                     |                                                                       |

## Palmarès

### Club

#### Competizioni nazionali
- Campionato inglese di seconda divisione: 1

Burnley: 2022-2023